# Masumoto Yorikane
Masumoto Yorikane (桝本 賴兼 (Bản Lại Kiêm)/ Masumoto Yorikane) là chính khách người Nhật Bản, từng là cựu thị trưởng của Kyōto tại Nhật Bản từ năm 1996 đến năm 2008. Tốt nghiệp Đại học Chūō, ông được bầu lần đầu tiên vào tháng 2 năm 1996. Sau khi hoàn thành ba nhiệm kỳ đầy đủ, ông không còn tranh cử trong cuộc bầu cử thị trưởng năm 2008.